# Первое сражение при Схооневелте
Первое сражение при Схооневелте (нид. Eerste Slag bij het Schooneveld) — сражение Третьей англо-голландской войны у берегов Нидерландов 28 мая (7 июня) 1673 года между союзным англо-французским флотом под командованием принца Руперта и флотом Соединенных провинций под командованием Михаила де Рюйтера. Победа голландцев в этом и двух последующих морских сражениях спасла Нидерланды от англо-французского вторжения.

## Предыстория
В 1672 году Франция попыталась аннексировать испанские Нидерланды. Войска из Франции, Мюнстера и Кёльна вторглись в Нидерланды с суши, в то время как союзный английский флот напал на голландские торговые пути и угрожал морским вторжением. Конфликт между Англией и Голландией обычно называют Третьей англо-голландской войной.
В 1672—1673 годах голландцы были вынуждены обороняться. Они намеренно затопили значительную часть прибрежных земель, чтобы затруднить высадку десанта, и сняли пушки с кораблей для укрепления армии Вильгельма III Оранского. Неожиданная атака Рюйтера в июне 1672 года на англо-французский флот у Солебея позволила голландцам сохранить превосходство в Северном море и защитить торговые пути.
С началом французского вторжения к власти в Нидерландах пришла партия оранжистов, члены которой обвинили бывшего лидера парламента Яна де Витта и его личного друга адмирала Михаила де Рюйтера в заговоре с целью предать Республику. Сами оранжисты фактически субсидировались англичанами. Англия и Франция надеялись создать марионеточное правительство в Голландии, чтобы использовать её торговые маршруты, при этом каждый из союзников опасался, что другой получит больше преимуществ, чем он сам. Поэтому в сражениях англичане и французы относились друг к другу с недоверием: англичане опасались, что Рюйтер может внезапно объединиться с французами; французы думали, что назначенный оранжистами в начале 1673 года командиром флота лейтенант-адмирал Корнелис Тромп может объединиться с англичанами.
Рюйтер — с февраля 1673 года заместитель главы конфедеративного голландского флота — планировал блокаду главного английского флота в Темзе, рассчитывая затопить в её самой узкой части несколько кораблей. Но английский флот вовремя вышел в море, чем предотвратил блокаду. Тогда Рюйтер 15 мая отступил в Схооневелт, прибрежные воды в устье реки Шельда, недалеко от острова Валхерен, чтобы предотвратить блокаду союзниками голландского побережья и высадку десанта из 6 тыс. английских солдат, ждущих в Ярмуте. Бассейн Схооневелта был настолько узким, что союзники не могли воспользоваться их численным превосходством. Здесь Рюйтер соединился с силами Тромпа. Рюйтер зачитал своим капитанам сообщение от штатгальтера, сообщив им, что для трусов «наименее безопасным местом будет порты своего государства, там они не смогут избежать ни тяжелой руки правосудия, ни проклятия и ненависти своих соотечественников».

## Ход сражения
2 июня 1673 года союзники, решив, что они ждали достаточно долго, подошли к голландскому флоту. Принц Руперт имел значительное превосходство в кораблях (86 против 64), солдатах (24,295 против 14,762) и артиллерии (4826 пушек против 3157) (сами голландцы прозвали свой флот «Маленькая Надежда»). Голландский флот был меньшим, чем обычно, потому что Адмиралтейство Фрисландии не смогло прислать свои корабли из-за необходимости отражения нападения Бернгарда фон Галена, епископа Мюнстера. Однако внезапно налетевший шторм предотвратил сражение.
7 июня Руперт попробовал вступить в бой ещё раз и расположил свою эскадру в авангарде, французскую эскадру под командованием Жана II д’Эстре в центре, а эскадру сэра Эдварда Спрэгга в арьергарде. Голландским авангардом командовал Тромп, центром — лейтенант-адмирал Арт Янссе ван Нес при содействии самого Рюйтера, а арьергардом — лейтенант-адмирал Адриан Банкерт.
Руперт, убежденный, что более малочисленный голландский флот попытается отступить к Хеллевутслёйсу, отправил специальный эскадрон, чтобы отрезать голландцам пути отхода. В этой группе он сосредоточил все легкие корабли. Однако Рюйтер не двигался с места. Лишь когда английский эскадрон вернулся к основной линии, голландцы начали движение, но на удивление не назад, в сторону противника. Это вынудило Руперта атаковать немедленно, чтобы помешать голландцам поймать благоприятный ветер и выстроиться в линию для атаки.
Сражение началось в полдень и продолжалась в течение девяти часов. Используя своё превосходное знание мелководья, Рюйтер смог маневрировать своим флотом близко к отмелям, что союзники не могли себе позволить.
Руперт первым вступил в соприкосновение с эскадрой Корнелиса Тромпа. Используя ветер, англичане смогли окружить Тромпа с севера, одновременно атаковав его с запада силами тяжелых фрегатов. Английская линия рассыпалась, однако Руперт все равно предпочел лобовую атаку. За это он был впоследствии раскритикован, но Руперт утверждал, что его идея была верной, а её реализации помешали отмели. Это было лукавством, и Руперт знал это. Оба флота сошлись в перестрелке, причем голландцы получили в ней преимущество благодаря подветренной позиции и отсутствию надлежащей линии боя у вражеской эскадры.
Рюйтер в это время получил сообщение, что французская флотилия де Грансея присоединились к Спрэггу против Банкерта, создав брешь во французской линии. В эту брешь Рюйтер и ударил, чем привел в замешательство французского командующего д’Эстре. Атака Рюйтера ослабила и сам голландский порядок, но Руперт не догадался воспользоваться этим. Спрэгг понял, что если Рюйтер достигнет южного края бассейна Схооневелта, его корабли окажутся в ловушке, зажатые двумя голландскими флотами по центру и сзади. Он сразу же сломал порядок и начал движение на юго-запад, едва избежав окружения. Банкерт объединил свою эскадру с голландским центром и развернул корабли. Голландский главнокомандующий, таким образом, получил отличную позицию: вражеский флот был теперь разделен на четыре несогласованных между собой части, и он мог атаковать тыл противника с численным превосходством. Однако Рюйтер был обеспокоен позицией эскадры Тромпа и заявил офицерам: «Перво-наперво нужно помочь друзьям, чем навредить врагу». Он двинулся к северо-востоку, завидев его корабли, Тромп крикнул своим людям: «Там дедушка (голландские моряки так называли Рюйтера)! Он идет, чтобы помочь нам, а я, в свою очередь, не оставлю его, пока буду дышать!»
Когда главные силы голландцев соединились с эскадрой Тромпа, их флот образовал идеальную непрерывную линию боя. При этом союзный флот был не в состоянии сделать то же самое, и Руперт был рад наступлению темноты, позволившей ему начать отступление на север. Сражение стоило союзникам двух потопленных французских кораблей, один голландский корабль был захвачен, но затем отбит, а один, Deventer (70 пушек), затонул на следующий день.

## Последствия
Действия голландского флота предотвратили высадку союзного десанта. Англичане и французы были вынуждены начать отступление на север, к портам Англии, для ремонта и пополнения экипажей. Однако Рюйтер не позволил им проделать этот путь без неприятностей и 14 июня, в рамках Второго сражения при Схооневелте, напал на них ещё раз.